# Bill Travers
Bill Travers, nato William Lindon-Travers (Newcastle upon Tyne, 3 gennaio 1922 – Dorking, 29 marzo 1994), è stato un attore britannico.

## Biografia

### Vita militare
Travers si arruolò all'età di 18 anni nell'Esercito di Sua Maestà Britannica, poco dopo lo scoppio della seconda guerra mondiale e venne inviato in India. Raggiunto nell'arco di un anno il grado di maggiore, prestò poi servizio nel 9º Fucilieri Gurkha, entrato a far parte dello staff del generale Wingate. Colpito da malaria, fu lasciato in un villaggio locale. Per evitare la cattura da parte dei giapponesi, si travestì da cinese, percorse centinaia di miglia nella giungla finché raggiunse una postazione alleata. Paracadutato poi nella Malesia britannica, si unì alle forze della Resistenza locale con le quali combatté fino alla fine della guerra.

### Carriera cinematografica
Travers iniziò la sua carriera cinematografica nel 1949 e fece il suo esordio nel cinema l'anno successivo. Egli recitò spesso con la sua seconda moglie, Virginia McKenna, accanto alla quale lavorò nel famoso film Nata libera (1966), interpretando il ruolo del naturalista George Adamson. La vicenda della leonessa Elsa e l'esperienza maturata nella realizzazione del film e dalla collaborazione con gli Adamson influenzarono Travers e sua moglie, portandoli ad avvicinarsi ai temi della salvaguardia della natura in Africa. La coppia continuò nei decenni successivi a impegnarsi in attività di protezione degli animali selvatici africani e di salvaguardia del loro habitat naturale, fondando nel 1984 l'organizzazione Zoo Check e dando vita nel 1991 alla Born Free Foundation.
L'attore partecipò inoltre a vari episodi di alcune serie TV quali: Douglas Fairbanks, Jr., Presents (1 episodio nel 1953), Everglades  (1 episodio nel 1962), Lorna Doone (11 episodi); Gli uomini della prateria (1 episodio nel 1963), Espionage (1 episodio nel 1963), ed alcune altre.

## Vita privata
Bill Travers era figlio di William Halton e di Florence Wheatly. Sua sorella Linden divenne anch'essa attrice.
Travers sposò in prime nozze Pat Rains, dalla quale ebbe un figlio; dal secondo matrimonio (1957) con l'attrice Virginia McKenna ebbe quattro figli e visse con lei fino alla propria morte.

## Filmografia parziale

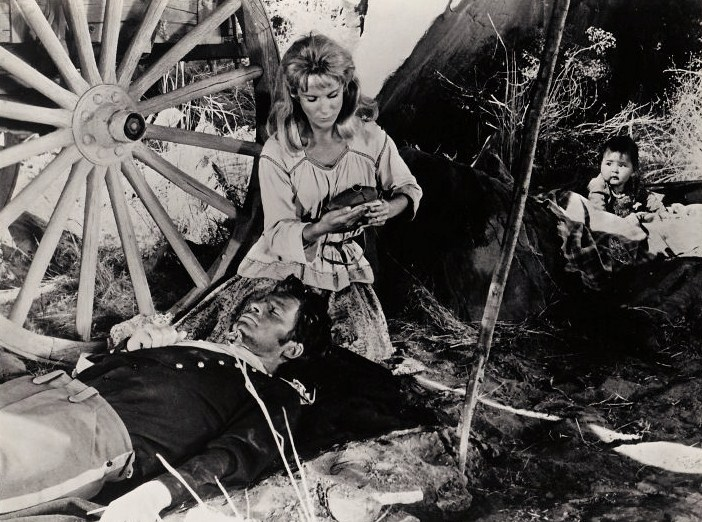
Bill Travers e Bibi Andersson sul set di Duello a El Diablo (1966)

### Cinema
- Alto tradimento (Conspirator), regia Victor Saville (1949) (non accreditato)
- Trio, film in tre episodi diretti (2) da Ken Annakin e (1) da Harold French (1950)
- Addio Mr. Harris (The Browning Version), regia Anthony Asquith (1951)
- Hindle Wakes, regia di Arthur Crabtree (1952)
- Robin Hood e i compagni della foresta (The Story of Robin Hood and His Merrie Men), regia di Ken Annakin (1952)
- Sangue bianco (The Planter's Wife), regia di Ken Annakin (1952)
- The Square Ring, regia di Basil Dearden (1953)
- Giulietta e Romeo (Romeo and Juliet), regia di Renato Castellani (1954)
- Geordie, regia di Frank Launder (1955)
- I perversi (Footsteps in the Fog), regia di Arthur Lubin (1955)
- Sangue misto (Bhowani Junction), regia di George Cukor (1956)
- Il settimo peccato (The Seventh Sin), regia di Ronald Neame (1957)
- Il grande amore di Elisabetta Barrett (The Barretts of Wimpole Street), regia di Sidney Franklin (1957)
- La pazza eredità (The Smallest Show on Earth), regia di Basil Dearden (1957)
- The Bridal Path, regia di Frank Launder (1959)
- Gorgo, regia di Eugène Lourié (1961)
- Two Living, One Dead, regia di Anthony Asquith (1961)
- I bolidi (The Green Helmet), regia di Michael Forlong (1961)
- Quartetto d'invasione  (Invasion Quartet), regia di Jay Lewis (1961)
- Nata libera (Born Free), regia di James Hill (1966)
- Duello a El Diablo (Duel at Diablo), regia di Ralph Nelson (1966)
- A Midsummer Night's Dream, regia di Peter Hall (1968)
- Ring of Bright Water, regia di Jack Couffer (1969)
- An Elephant Called Slowly, regia di James Hill (1969)
- La via del rhum (Boulevard du Rhum), regia di Robert Enrico (1971)
- La tana della volpe rossa (The Belatone Fox), regia di James Hill (1973)

### Televisione
- Gli uomini della prateria (Rawhide) – serie TV, episodio 6x07 (1963)
- Missione segreta (Espionage) – serie TV, episodio 1x11 (1963)
- The First Olympics: Athens 1896, regia di Alvin Rakoff – miniserie TV (1984)

## Doppiatori italiani
- Renato Turi in Sangue misto, Gorgo, Duello a El Diablo
- Sergio Graziani in Nata libera, La via del rhum
- Pino Locchi in I perversi